# Mörkgöl
Mörkgöl är en sjö i Västerviks kommun i Småland och ingår i Storån-Botorpsströmmens kustområde. Sjön är 1,8 meter djup, har en yta på 0,026 kvadratkilometer och befinner sig 48,6 meter över havet. Vid provfiske har ruda fångats i sjön.